# Traumatina
La traumatina es una hormona vegetal que se produce en respuesta a una herida. La traumatina es un precursor de la hormona relacionada, el ácido traumático.